# HD 173416 b
HD 173416 b는 거문고자리 방향으로 지구로부터 약 440광년 떨어진 곳에 있는 외계 행성이다. b의 어머니 항성 HD 173416은 6등급 밝기로 빛나는 G형 거성이다. 질량으로 볼 때 슈퍼목성의 반열에 든다. 어머니 항성으로부터 약 1.16 천문단위 떨어져 돌고 있다. 이 행성은 지구보다 16퍼센트 항성에서 더 떨어져 있음에도 공전주기는 323.6일로 지구의 365.25일보다 짧은데, 그 이유는 항성의 질량이 태양의 두 배 정도이기 때문에 태양보다 더 강한 중력장을 형성하고 있기 때문이다. 항성의 질량으로 미루어 보아 주계열성이었을 시절 A형 주계열성이었을 것으로 보인다.

## 참고 문헌
- Liu;  외. (2009년 1월 10일). “A Planetary Companion Orbiting to the Intermediate-Mass G Giant HD 173416”. 《Research in Astronomy and Astrophysics》 9 (1): 4. 2017년 8월 9일에 원본 문서 (abstract)에서 보존된 문서. 2009년 6월 3일에 확인함.